# 13326 Ferri
13326 Ferri è un asteroide della fascia principale. Scoperto nel 1998, presenta un'orbita caratterizzata da un semiasse maggiore pari a 3,1427265 UA e da un'eccentricità di 0,2123613, inclinata di 5,69365° rispetto all'eclittica.